# Push Pop

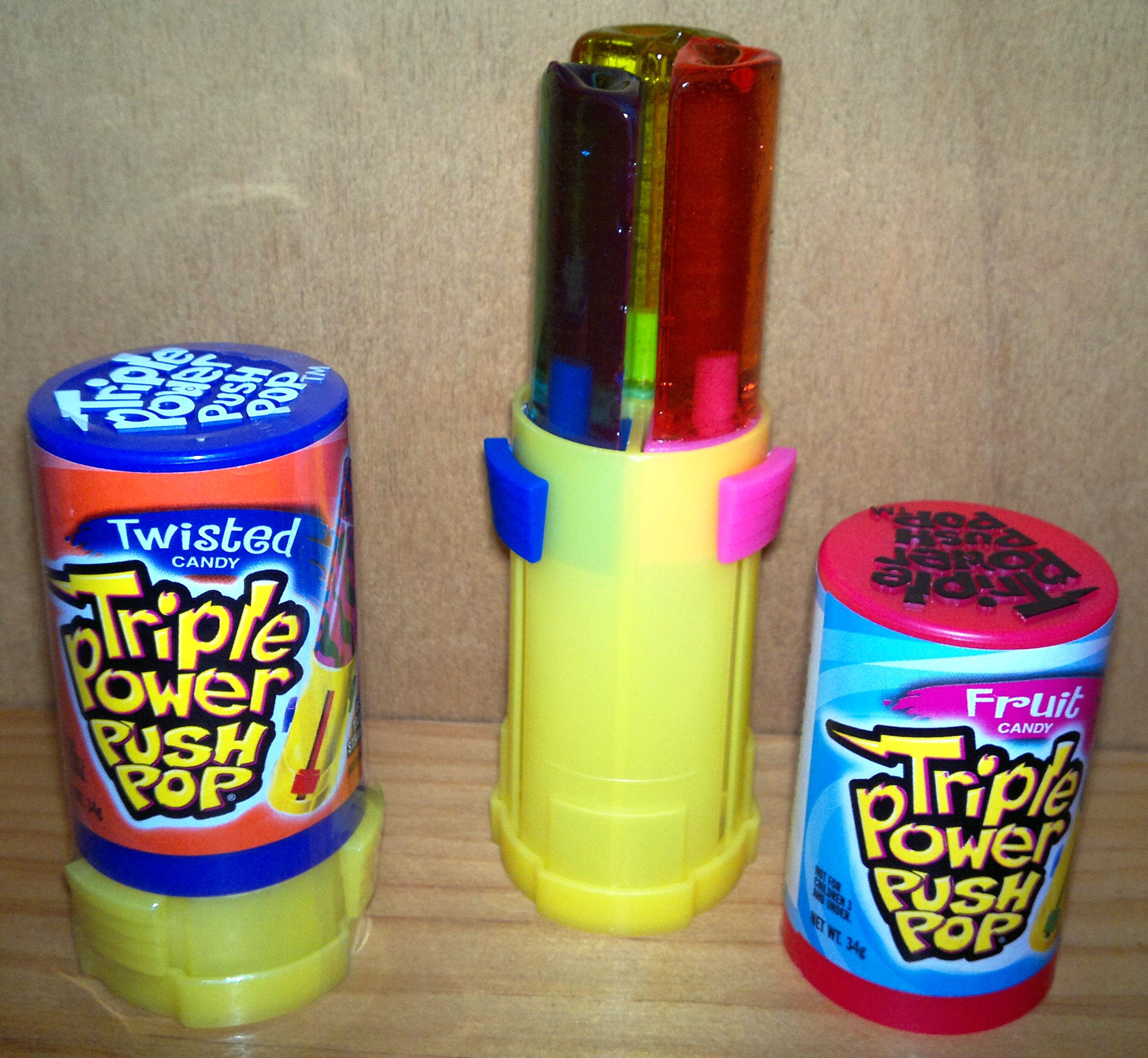

Push Pop es una marca estadounidense de paletas con sabor a frutas producidas en Taiwán (y otros países del sudeste asiático). Debutó en 1986 y viene en una variedad de sabores.
Los productos elaborados bajo el nombre Push Pop son fabricados por Bazooka Candy Brands (BCB), propietario de una cartera de marcas de confitería. En octubre de 2023, se anunció que Apax Partners completó la compra de BCB.

## Descripción general
El truco del producto es que la piruleta tiene la forma de un cilindro largo que se retrae dentro de un tubo de plástico tapado y debe ser "empujado" hacia afuera para consumirlo. Las variedades de Push Pop incluyen Original, Jumbo con resorte, Triple Power, Flip-N-Dip, push pop sliderz y Push Pump Spray.
En 2020, se agregó el Push Pop Gummy Roll a la línea de dulces Push Pop. El rollo gomoso viene en un dispensador tipo cinta que permite al consumidor sacar una hebra del rollo y arrancarla para obtener el trozo deseado de caramelo gomoso lijado. Este nuevo caramelo Push Pop viene en 4 sabores diferentes: fresa, sandía, frambuesa azul y explosión de bayas. La creación de gomitas fue un cambio radical para Push Pop, ya que la marca se centra en crear una experiencia divertida para comer piruletas. El Push Pop Gummy Roll se anunció por primera vez en mayo de 2019 en la Sweets & Snacks Expo en Chicago.Ha demostrado ser un producto popular entre los niños y ganó el premio Candy Industry Kid's Choice al mejor dulce novedoso.

## Lemas
- No me empujes, ¡empuja un Push Pop!
- ¿No es hora de que presiones un Push Pop?
- Dale un empujón a la vida.
- ¡Presiona un Push Pop, presiónalo para darle sabor, presiona un Push Pop y guarda un poco para más tarde!
- ¿Qué? ¿Nunca has empujado un Push Pop?